# Chant funéraire
Chant funéraire est une œuvre pour orchestre d'harmonie de Gabriel Fauré composée en 1921.

## Présentation
Le Chant funéraire est composé à Nice, villa Mercedes, en février et mars 1921. C'est une commande de l'État français pour la cérémonie marquant le centenaire de la mort de Napoléon Ier,.
L'œuvre est créée dans ce cadre, le 5 mai 1921 à l'hôtel des Invalides, par l'orchestre de la Garde républicaine dirigé par son chef de musique, Guillaume Balay, qui est également l'auteur de l'orchestration de la partition, Gabriel Fauré étant peu familier des orchestres à vent.
Pour Éric Lebrun, le Chant funéraire, en ré mineur, « est une sorte de marche funèbre pour orchestre d'harmonie d'une grande noblesse ». Pour le musicologue Jean-Michel Nectoux, c'est « l'une [des] plus émouvantes compositions » de l'auteur.
Satisfait de son inspiration, Fauré réutilise d'ailleurs le matériau musical en le transcrivant pour violoncelle et piano et en le positionnant comme deuxième mouvement de sa Seconde Sonate pour violoncelle et piano, de quelques mois postérieure.
Dans cette version, transposée en ut mineur, Jean-Michel Nectoux relève la « grande profondeur méditative, sa plainte se rapproche naturellement, par son inspiration funèbre, de l'Élégie op. 24, antérieure de quarante années, mais elle la dépasse et de très loin ». Pour lui, « cet andante, en effet, n'a plus rien d'ostentatoire ; il est triste, mais noble en sa tristesse, et s'il se hausse parfois jusqu'à l'éloquence, il n'est jamais grandiloquent ».

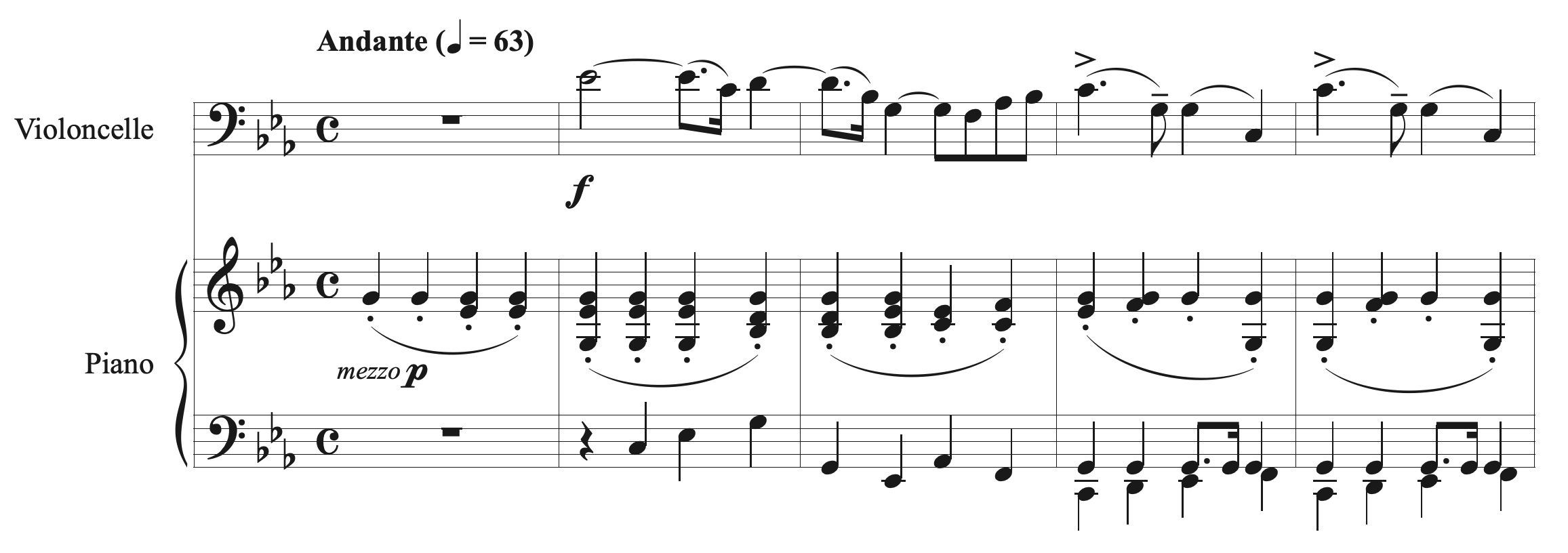
Début de l'Andante de la Seconde Sonate pour violoncelle et piano (matériau musical du Chant funéraire).

## Discographie
- Musique des gardiens de la paix, Désiré Dondeyne (dir.), Calliope (LP, 1974, puis rééd. en CD).